# Джозеф Маршалл
Джозеф Ма́ршалл (англ. Joseph Marshall, роки народження і смерті невідомі) — британський мандрівник 2-ї половини 18 століття. У 1770 році подорожував по Україні за маршрутом Стародуб — Чернігів — Київ — Очаків. Автор записок «Подорожі по Голландії, Фландрії, Німеччині, Данії, Швеції, Лапландії, Росії, Україні і Польщі» (т. 1-3, 1772). У цьому творі описав природні багатства України, підкреслив високий рівень культури землеробства українських селян, багато уваги приділив можливостям збільшення імпорту до Англії з України конопель і льону.

## Твір
- Joseph Marshall (1773), Travels through Holland, Flanders, Germany, Denmark, Sweden, Lapland, Russia, the Ukraine & Poland in the years 1768, 1769, & 1770 (2nd ed.), London: Printed for J. Almon. (англ.)